# Ceroplastes eugeniae
Ceroplastes eugeniae — вид напівтвердокрилих комах родини псевдощитівок (Coccidae).

## Поширення
ВИд поширений в Південній Африці. Трапляється в Мозамбіку та Зімбабве.

## Спосіб життя
Вид живиться рослинним соком. Кормовими рослинами є — Annonaceae: Cananga odorata; Apocynaceae: Diplorhynchus mosambicensis; Clusiaceae: Garcinia huillensis; Loranthaceae: Desrousseauxia; Loranthus quequensis; Myrtaceae: Eugenia owariensis; Psidium guajava; Syzygium; Syzygium guiniense; Rosaceae: Cliffortia nitidula; Cydonia oblonga; Malus sylvestris; Thymelaeaceae: Synaptolepis alternifolia.